# Округ Рокицани
Округ Рокицани (чеш. Okres Rokycany) је округ у Плзењском крају, у Чешкој Републици. Административно средиште округа је град Рокицани.

## Становништво
Према подацима о броју становника из 2012. године округ је имао 47.613 становника.